# Sorbier (Allier)
Pour les articles homonymes, voir Sorbier (homonymie).
Sorbier est une commune française située dans le département de l'Allier, en région Auvergne-Rhône-Alpes. Il s'agit d'une commune agricole dont la principale activité est l'élevage. Très arborée, elle sert de terrain de randonnée et compte plusieurs espèces d'arbres notables.

## Géographie

### Situation
Six communes (sept en incluant le quadripoint avec Trézelles) sont limitrophes de Sorbier :
| Châtelperron            |                    | Saint-Léon             |
| Chavroches              | Sorbier            | Montcombroux-les-Mines |
| Trézelles (quadripoint) | Varennes-sur-Tèche | Bert                   |

### Hydrographie
La commune est traversée par le ruisseau des Fonds, qui se jette dans le Graveron. La commune compte plusieurs étangs (tous sur des terrains privés).

### Faune et flore
Sorbier est une commune très arborée qui compte de nombreux arbres et haies. Plusieurs espèces d'arbres rares y poussent : l'Oranger des Osages, le tilleul à petites feuilles argentées, le noyer d'Amérique (noyer noir) et le févier d'Amérique. Parmi les arbres plus communs, on trouve des chênes et des acacias.
Sorbier compte dix exploitations agricoles qui se consacrent essentiellement à l'élevage du charolais pour produire de la viande.

### Climat
Pour des articles plus généraux, voir Climat d'Auvergne-Rhône-Alpes et Climat de l'Allier.
En 2010, le climat de la commune est de type climat océanique dégradé des plaines du Centre et du Nord, selon une étude du CNRS s'appuyant sur une série de données couvrant la période 1971-2000. En 2020, Météo-France publie une typologie des climats de la France métropolitaine dans laquelle la commune est exposée à un climat océanique altéré et est dans la région climatique Centre et contreforts nord du Massif Central, caractérisée par un air sec en été et un bon ensoleillement.
Pour la période 1971-2000, la température annuelle moyenne est de 10,7 °C, avec une amplitude thermique annuelle de 16,6 °C. Le cumul annuel moyen de précipitations est de 853 mm, avec 11,1 jours de précipitations en janvier et 7,1 jours en juillet. Pour la période 1991-2020, la température moyenne annuelle observée sur la station météorologique de Météo-France la plus proche, sur la commune de Saint-Léon à 5 km à vol d'oiseau, est de 11,7 °C et le cumul annuel moyen de précipitations est de 857,2 mm,. Pour l'avenir, les paramètres climatiques de la commune estimés pour 2050 selon différents scénarios d'émission de gaz à effet de serre sont consultables sur un site dédié publié par Météo-France en novembre 2022.

## Urbanisme

### Typologie
Au 1er janvier 2024, Sorbier est catégorisée commune rurale à habitat très dispersé, selon la nouvelle grille communale de densité à 7 niveaux définie par l'Insee en 2022.
Elle est située hors unité urbaine et hors attraction des villes,.

### Occupation des sols

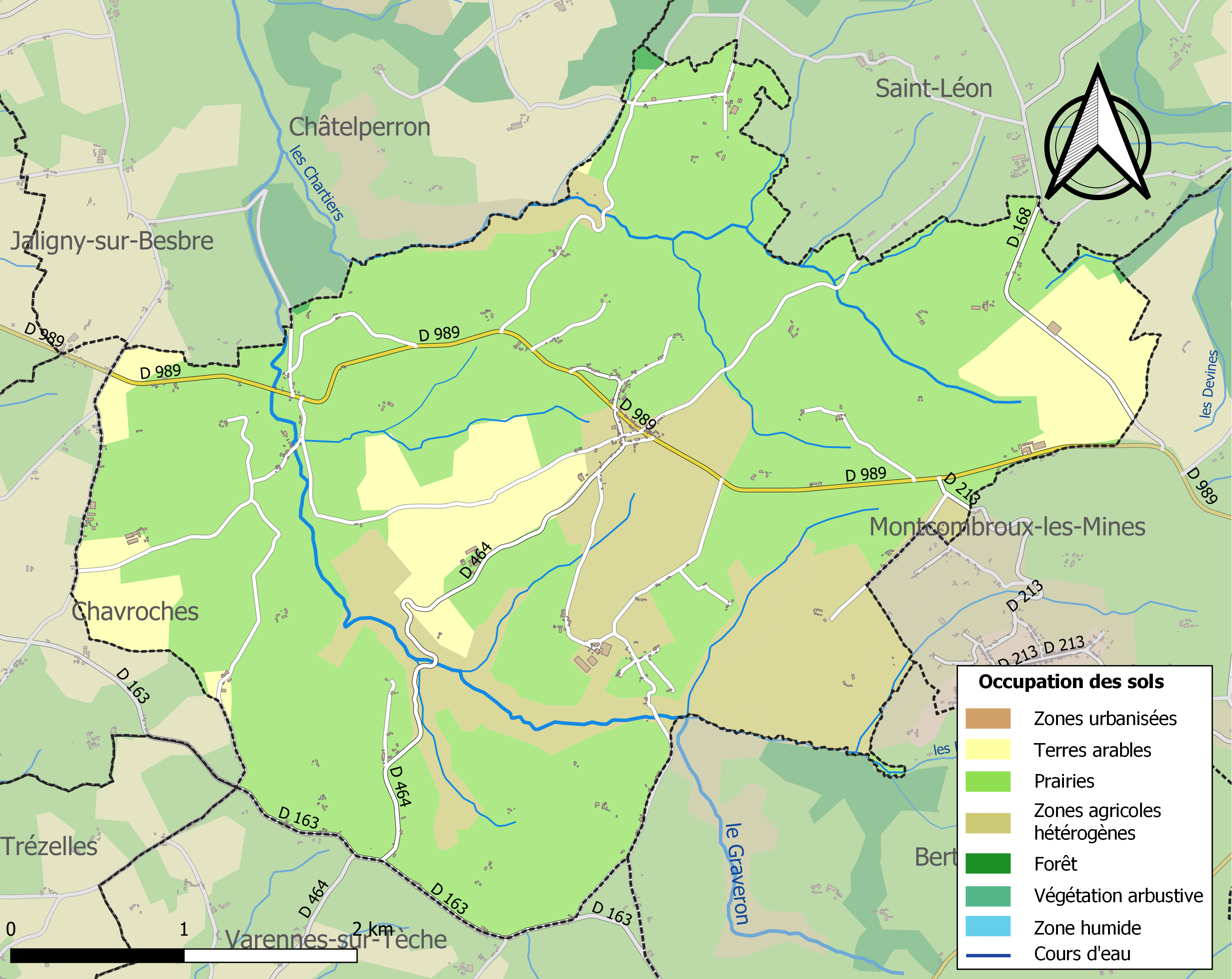
Carte des infrastructures et de l'occupation des sols de la commune en 2018 (CLC).

L'occupation des sols de la commune, telle qu'elle ressort de la base de données européenne d’occupation biophysique des sols Corine Land Cover (CLC), est marquée par l'importance des territoires agricoles (99,9 % en 2018), une proportion identique à celle de 1990 (99,9 %). La répartition détaillée en 2018 est la suivante : 
prairies (69,1 %), zones agricoles hétérogènes (19,3 %), terres arables (11,5 %), forêts (0,1 %).
L'IGN met par ailleurs à disposition un outil en ligne permettant de comparer l'évolution dans le temps de l'occupation des sols de la commune (ou de territoires à des échelles différentes). Plusieurs époques sont accessibles sous forme de cartes ou photos aériennes : la carte de Cassini (XVIIIe siècle), la carte d'état-major (1820-1866) et la période actuelle (1950 à aujourd'hui).

## Politique et administration

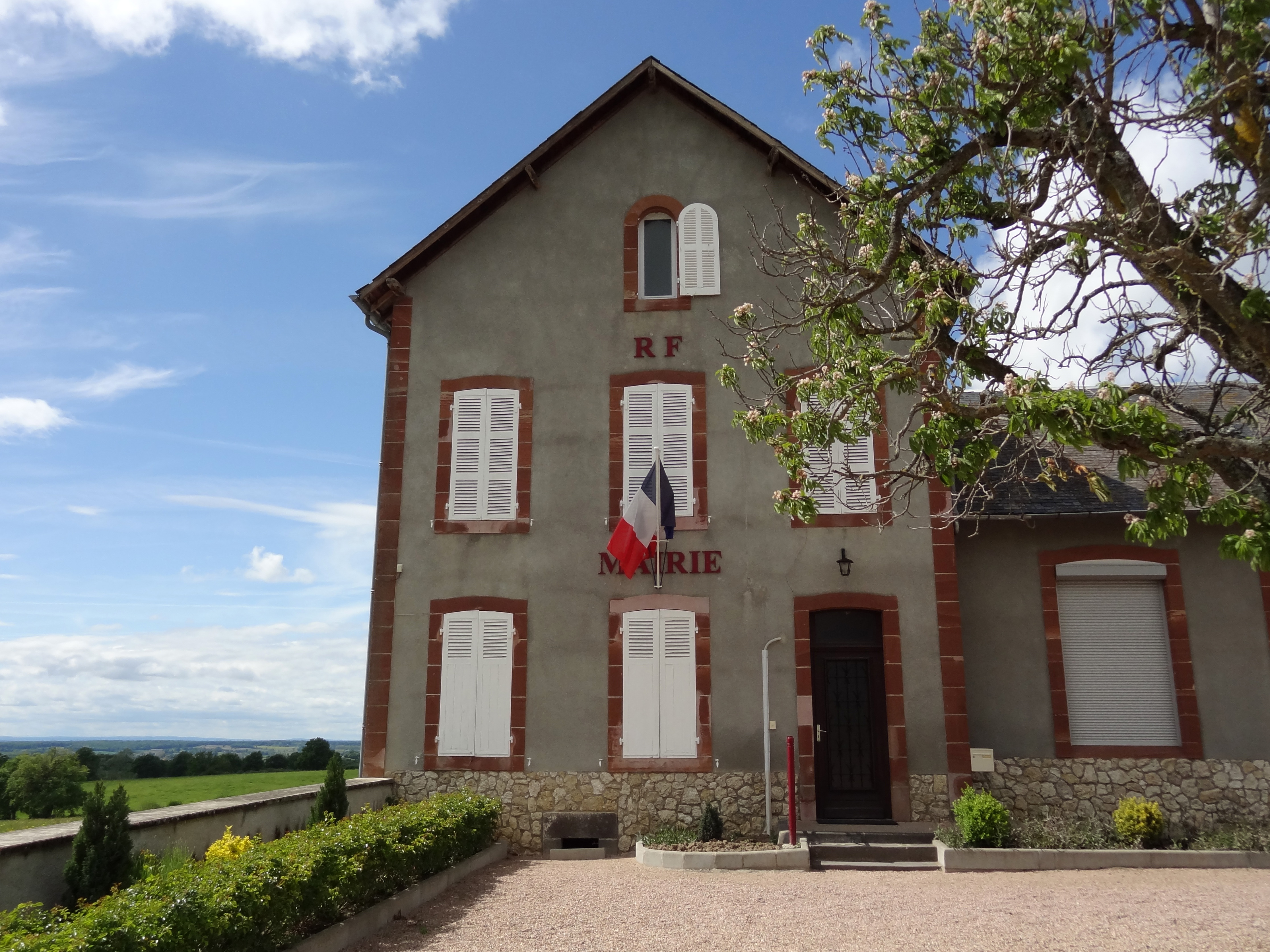
La mairie de Sorbier en mai 2014.

| Période                                  | Période       | Identité             | Étiquette | Qualité                                                |
| ---------------------------------------- | ------------- | -------------------- | --------- | ------------------------------------------------------ |
| Les données manquantes sont à compléter. |               |                      |           |                                                        |
| mars 2001                                | mars 2008     | Pierrette Perard     |           |                                                        |
| mars 2008                                | novembre 2024 | Henri Pujos          |           | Agriculteur retraité réélu en mars 2014 et en mai 2020 |
| novembre 2024                            | En cours      | Jean-Philippe Jallet |           |                                                        |

## Population et société

### Démographie
L'évolution du nombre d'habitants est connue à travers les recensements de la population effectués dans la commune depuis 1793. Pour les communes de moins de 10 000 habitants, une enquête de recensement portant sur toute la population est réalisée tous les cinq ans, les populations de référence des années intermédiaires étant quant à elles estimées par interpolation ou extrapolation. Pour la commune, le premier recensement exhaustif entrant dans le cadre du nouveau dispositif a été réalisé en 2004.

En 2022, la commune comptait 321 habitants, en évolution de +2,56 % par rapport à 2016 (Allier : −1,38 %, France hors Mayotte : +2,11 %).
| 1793 | 1800 | 1806 | 1821 | 1831 | 1836 | 1841 | 1846 | 1851 |
| ---- | ---- | ---- | ---- | ---- | ---- | ---- | ---- | ---- |
| 369  | 383  | 301  | 412  | 420  | 455  | 494  | 572  | 695  |

| 1856 | 1861 | 1866 | 1872 | 1876 | 1881 | 1886 | 1891 | 1896 |
| ---- | ---- | ---- | ---- | ---- | ---- | ---- | ---- | ---- |
| 589  | 613  | 669  | 729  | 804  | 785  | 805  | 826  | 805  |

| 1901 | 1906 | 1911 | 1921 | 1926 | 1931 | 1936 | 1946 | 1954 |
| ---- | ---- | ---- | ---- | ---- | ---- | ---- | ---- | ---- |
| 794  | 816  | 821  | 727  | 729  | 732  | 614  | 627  | 512  |

| 1962 | 1968 | 1975 | 1982 | 1990 | 1999 | 2004 | 2006 | 2009 |
| ---- | ---- | ---- | ---- | ---- | ---- | ---- | ---- | ---- |
| 515  | 471  | 422  | 364  | 310  | 307  | 292  | 280  | 294  |

| 2014 | 2019 | 2022 | - | - | - | - | - | - |
| ---- | ---- | ---- | - | - | - | - | - | - |
| 307  | 318  | 321  | - | - | - | - | - | - |

## Culture locale et patrimoine

### Lieux et monuments
Le château de Terreneuve se trouve sur la route qui va de Sorbier au Donjon, peu après la sortie de Sorbier ; il est adjoint au domaine agricole La Réserve. Il a été bâti en 1835. Ce n'est donc pas un château mais une maison construite dans un style néo-médiéval. C'est une demeure quadrangulaire qui s'élève sur deux niveaux auxquels s'ajoutent des combles percés de lucarnes. Une tour ronde a été ajoutée à son angle sud-ouest, ce qui lui donne une allure de château. C'est actuellement une propriété privée.
La demeure Les Chartiers est une maison forte construite au XVe siècle. Elle a été restaurée en 1682. Elle est connue pour son puits. Elle est actuellement une propriété privée.
L'église Notre-Dame de Sorbier est une église catholique romane. Elle est notable par sa façade où alternent les pierres blanches et le grès rouge de Liernolles. Sa cloche date de 1460 et a été classée Monument historique en 1993.
Autour de la mairie de Sorbier et dans le square attenant à l'école se trouvent des sorbiers appartenant à de nombreuses espèces différentes qui forment une collection informelle consacrée à l'arbre qui a donné son nom au village.

### Randonnée
Deux circuits de randonnée ont été aménagés dans la commune. L'un est dit « Circuit des Mineurs » : d'une longueur de 10 km, il prend la direction de Terreneuve puis suit le chemin des Fréchets, passe près des anciennes maisons des mineurs, près du plan d'eau privé de la Digue, près du ruisseau des Fonds, puis près du Graveron, avant de passer près de nombreux beaux arbres avant d'emprunter le chemin des Caves pour revenir au bourg de Sorbier. L'autre circuit de randonnée suit le sentier dit « sentier du Tacot ».

### Héraldique
| Armes de Sorbier | Les armes de Sorbier se blasonnent ainsi : Parti, au 1er d'argent à une feuille composée de sorbier de sinople, au 2e de gueules à trois roses d'or. |